# Colonne romaine de Cussy-la-Colonne
La Colonne romaine de Cussy-la-Colonne est un monument daté du IIIe siècle, situé sur le territoire de la commune de Cussy-la-Colonne, dans le département français de la Côte d'Or.

## Histoire
La colonne est datée du IIIe siècle et semblait marquer l'entrée d'un domaine gallo-romain. Elle pourrait aussi, selon une autre hypothèse, avoir été érigée en l'honneur de Taranis, dieu du tonnerre (elle est située sur une faille géologique qui appelle la foudre). Le monument, en partie écroulé en son sommet depuis une date inconnue, est l'objet d'une restauration par Claude Saintpère en 1825.
La colonne est classée au titre des monuments historiques par la liste de 1846.

## Description
Située un peu à l'écart du village, en contrebas d'un chemin, elle mesure actuellement 11,60 mètres de haut. A sa base, deux piédestaux octogonaux sont séparés par une corniche. Le piédestal inférieur est décoré de divinités qui pourraient être soit Junon avec un sceptre et un paon, Jupiter avec un sceptre, Apollon, Vénus, Diane, Mercure, Saturne et Mars, soit Minerve, Junon, Jupiter, Ganymède, Diane, une Nymphe, Hercule et Prométhée.

## Galerie

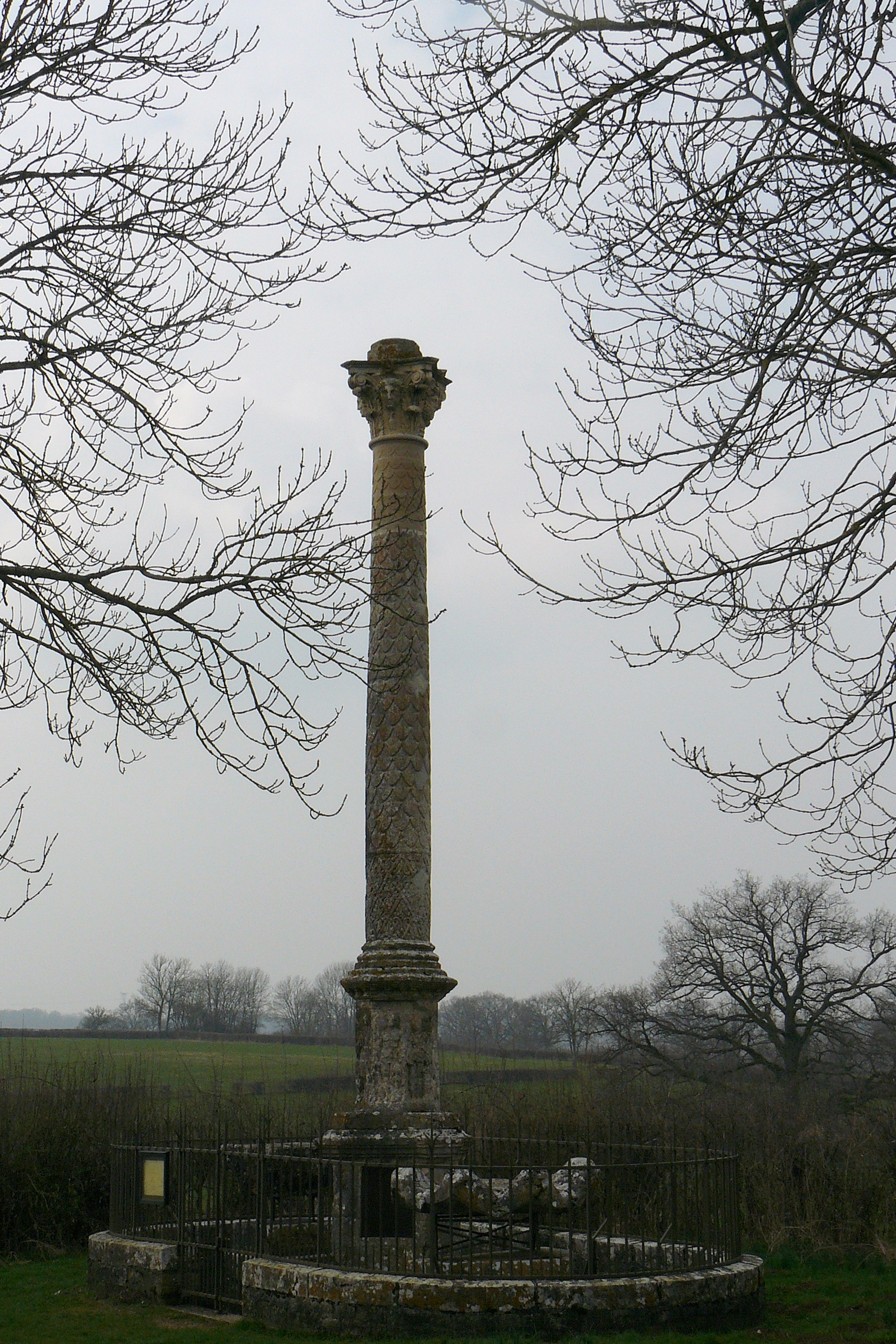
La colonne en 2009.
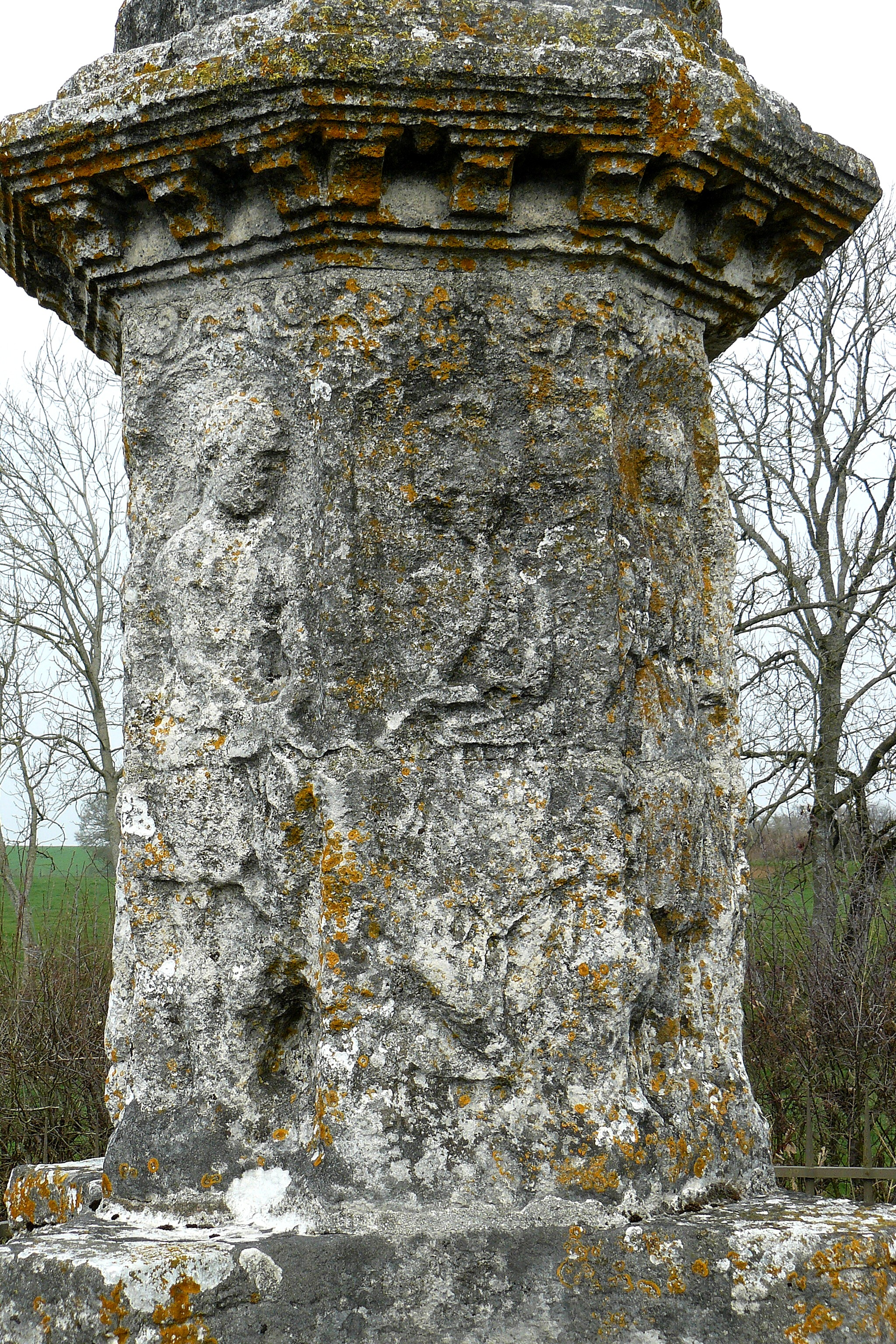
Le piédestal octogonal originel.
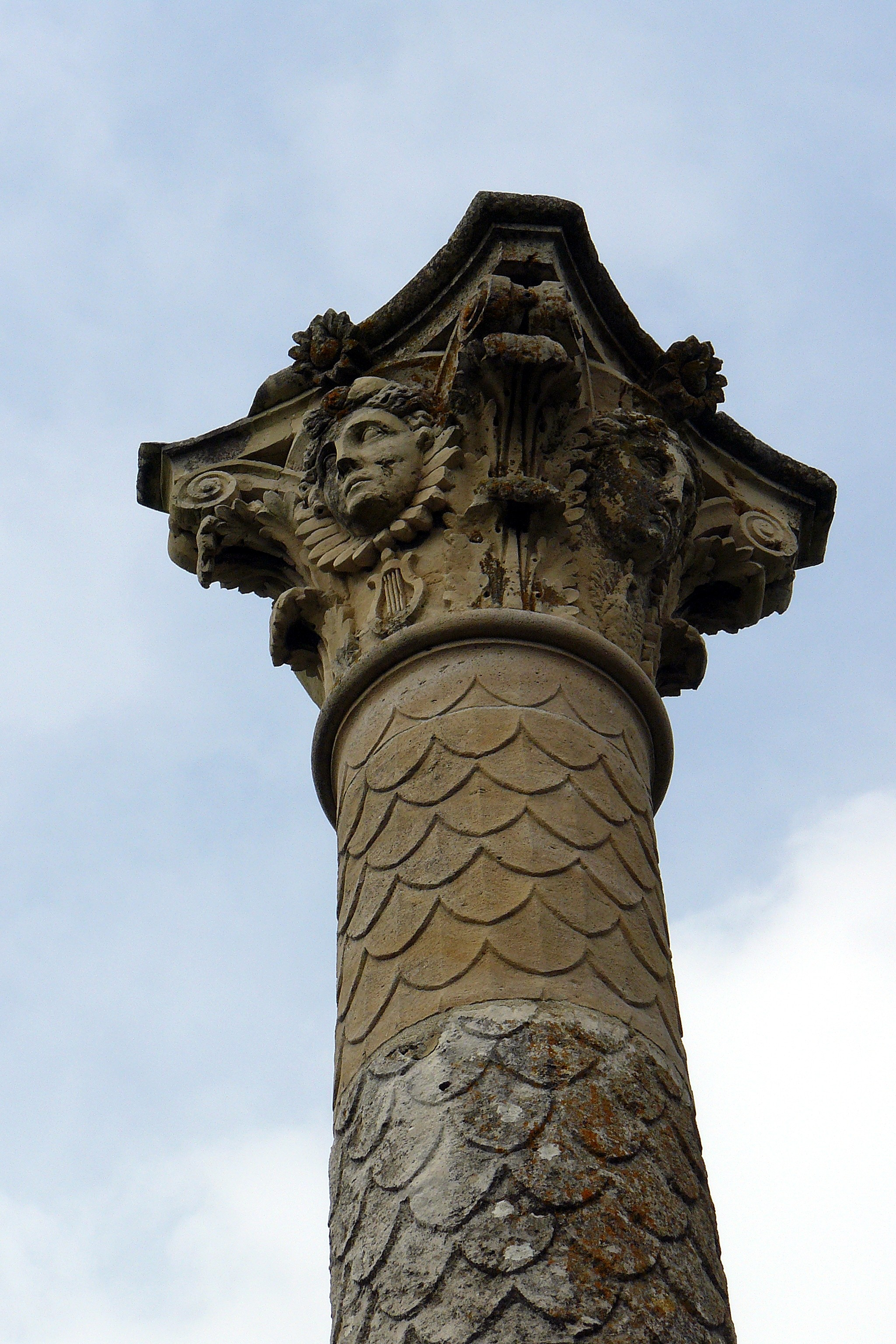
La partie sommitale (XIXe siècle).